# Janne Tuven
Janne Tuven, född 25 oktober 1975, är en norsk handbollsspelare. Tuven var vänsterhänt och spelade högernia och högersexa.

## Klubblagskarriär
Janne Tuven började sin karriär i Vestby HK men bytte sedan till Nordstrand IF. Hela sin elitkarriär 1995 till 2005 spelade hon för Stabæk Håndball, förutom att hon 2002–2003 var utlånad till Ikast. Janne Tuven hade stora skadeproblem under sin karriär, en korsbandsskada 1998 som upprepades 2000 orsakade flera års frånvaro i landslaget. Då hon spelade för Ikast/Bording EH 2002–2003 blev hon axelskadad och fick bryta kontraktet.

## Landslagskarriär
Tuven debuterade i det norska landslaget 3 november 1994 mot USA. Från 1996 till 2002 deltog hon i tre EM-turneringar och två världsmästerskap, och vann en guldmedalj och fyra silvermedaljer, först silver i EM 1996, VM-silver även 1997, och sedan vann hon guld under EM 1998, och i alla dessa tre finaler var Danmark finalmotståndare. Efter att ha sett tre mästerskapsturneringar utanför planen korsbandsskadad, fick Tuven vara med och vinna VM-silver nummer två 2001 och EM-silver nummer två 2002. I EM-finalen 2002 stod hon för fyra av de norska finalmålen. Den 23 september 2003 spelade hon sista landskampen mot Kroatien, den 108:e landskampen. Hon gjorde 268 landslagsmål under sina nio landslagsår. Efter de aktiva åren tog hon en tränarkurs (T1) och tränade ungdomslag i Øvrevold/Hosle IL Håndball 2018–2020.

### Privatliv
Hon lever tillsammans med före detta fotbollsspelaren Christian Holter i Sandvika, Norge.